# العمارة في جوهانسبرج

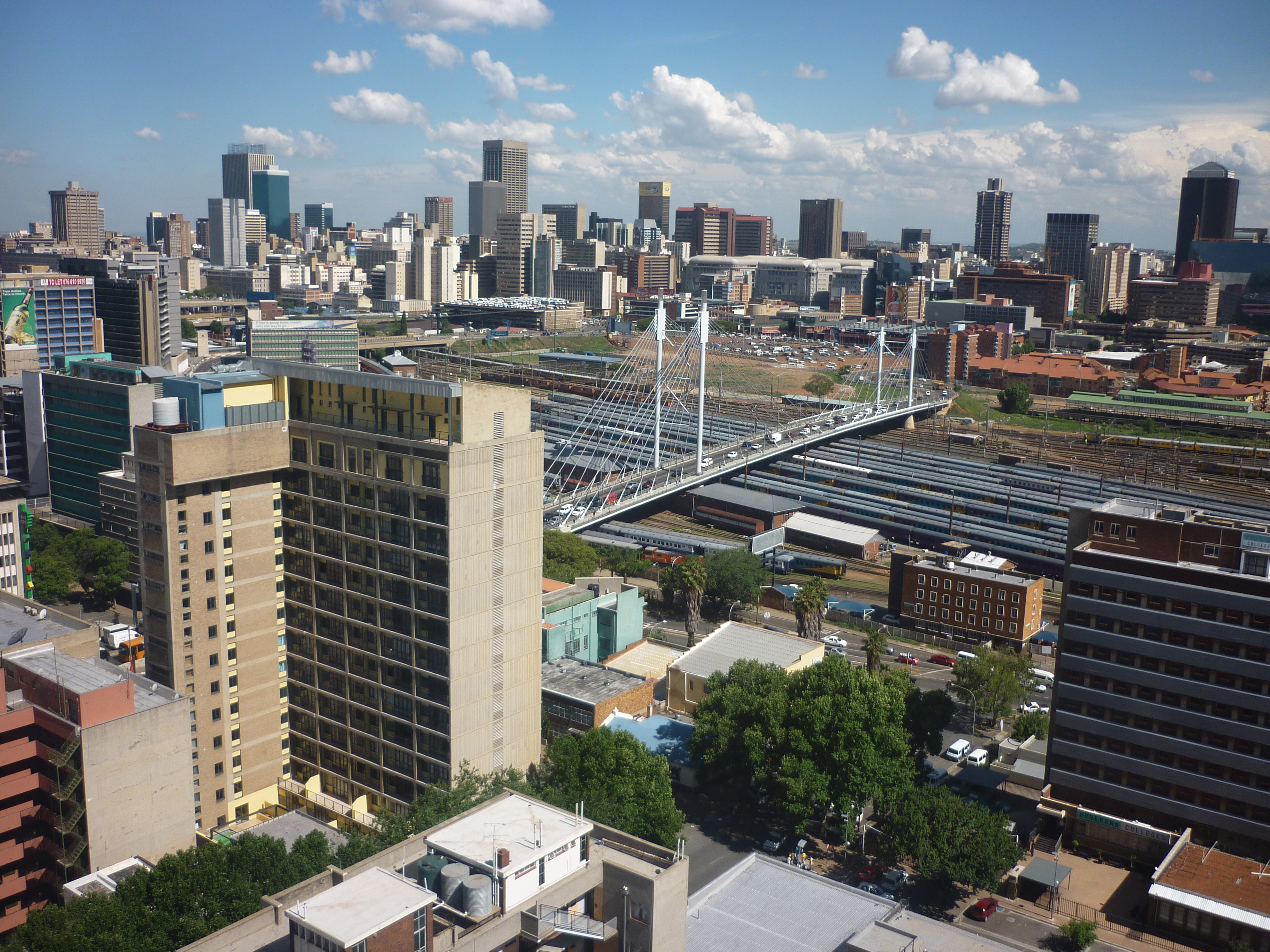
بانوراما منطقة الأعمال المركزية في جوهانسبرج ، جنوب إفريقيا.

جوهانسبرغ هي عاصمة مقاطعة غوتنغ والمركز المالي لجنوب إفريقيا. تأسست المدينة عام 1886، وتقع في منطقة ويتواترسراند، التي تحتوي على رواسب ذهب ضخمة. شهدت المدينة نموًا سريعًا حيث تم استغلال رواسب الذهب، وهي الآن أكبر مركز حضري في جنوب إفريقيا. نتيجة لذلك، تتمتع منطقة جوهانسبرج بمجموعة متنوعة من الهندسة المعمارية، من أوائل الفن الحديث إلى مباني ما بعد الحداثة. هيلبرو، على سبيل المثال، يحتوي على العديد من المباني التي تم تشييدها منذ الخمسينيات، بما في ذلك برج هيلبرو.

## المباني البارزة
تتميز جوهانسبرج بمجموعة متنوعة من المباني التجارية والسكنية، لذلك هناك أيضًا عدد قليل من المباني الحديثة مثل فندق كوادوكوزا ومبنى بنك الثقة. تضم منطقة جوهانسبرج وبريتوريا المجمعة أكبر كثافة ناطحات سحاب في القارة وواحدة من أكثر المناطق كثافة في العالم.
- كارلتون سنتر هو ناطحة سحاب ومركز تسوق يقع في وسط مدينة جوهانسبرج بجنوب إفريقيا. في 223 متر (730 قدم)، وهو أطول مبنى في أفريقيا ونحو نصف ارتفاع برج ويليس (برج سيرز سابقًا) في شيكاغو. كان أطول مبنى في نصف الكرة الجنوبي عند اكتماله في الأصل. يتكون مركز كارلتون من 50 طابقًا ويبلغ ارتفاعه 223 مترًا، أي أقل من 40 مترًا من الظهور في أفضل 100 ناطحة سحاب في العالم. يبلغ قطر أساسات المبنيين في المجمع 3.5 متر ويمتد 20 مترًا نزولاً إلى الصخر، 30 مترًا تحت مستوى الشارع. يضم المبنى مكاتب ومحلات تجارية على حدٍ سواء، ويحتوي على أكثر من 46 بالمائة من مساحة الطابق تحت مستوى سطح الأرض. [1] سطح عرض في الطابق 50 يوفر إطلالات على جوهانسبرج وبريتوريا.
- شقق بونتي سيتي هي ناطحة سحاب في حي هيلبرو في جوهانسبرغ، جنوب أفريقيا. تم بنائه عام 1975 إلى ارتفاع 173 م (567.6 قدم)، مما يجعلها أطول ناطحة سحاب سكنية في إفريقيا. المبنى المكون من 54 طابقًا أسطواني، مع مركز مفتوح يسمح بدخول ضوء إضافي للشقق. تُعرف مساحة المركز باسم «النواة» وترتفع فوق أرضية صخرية غير مستوية. كانت مدينة بونتي عنوانًا مرغوبًا للغاية نظرًا لإطلالاتها على جوهانسبرج والمناطق المحيطة بها. اللافتة الموجودة أعلى المبنى هي أعلى وأكبر علامة في نصف الكرة الجنوبي. تعلن حاليًا عن شركة فوداكوم للهواتف المحمولة في جنوب إفريقيا.
- ماربل تاورز هي ناطحة سحاب في منطقة الأعمال المركزية في جوهانسبرغ، جنوب أفريقيا. تم بنائه عام 1973 ويبلغ ارتفاعه 32 طابقا. يحتوي المبنى على مرآب للسيارات مكون من ثمانية طوابق ملحق به. لديها أكبر علامة إلكترونية في نصف الكرة الجنوبي، بقياس 44 مترا في 32 متر في 12 أمتار. إنه مصنوع من خليط من الخرسانة والرخام. استخدامه الرئيسي للمكاتب التجارية.
- فندق كوادوكوزا إيغولي [2] هو ناطحة سحاب في منطقة الأعمال المركزية في جوهانسبرج، جنوب إفريقيا. تم بناء المجمع في الأصل عام 1970 باسم «أبراج تولمان» (المملوكة لعائلة بارزة في جنوب إفريقيا)، ويتألف من برجين منفصلين، أحدهما 40 طابقًا والآخر 22، مرتبطين بمنصة من أربعة طوابق مع سطح مسبح وجري المسار. كان المبنى فارغًا لسنوات عديدة حيث انتقل فندق جوهانسبرج صن إلى ساندتون. ثم تم تحويل المبنى إلى فندق هوليداي إن، والذي فشل أيضًا بسرعة. تم افتتاح فندق كوادوكوزا إيغولي الجديد في عام 2001 عندما استضاف 3000 ضابط شرطة للقمة العالمية للتنمية المستدامة، وكان مملوكًا لمارك وايتهيد من شركة مشاريع وايتهيد، ثم سرعان ما توقف عن العمل. المبنى حاليًا «موقوف».
- ساندتون سيتي هو مركز تسوق يقع في ساندتون، جوهانسبرج تم بناؤه كمركز رائد في عام 1973. تم بناء البرج كجزء من مجمع تجاري لوسط مدينة ساندتون، إحدى ضواحي جوهانسبرج.أعلنت خصائص ليبرتي في عام 2008 أن مدينة ساندتون ستحصل على ترقية بقيمة 1.77 مليار راند. تصور الرئيس التنفيذي لشركة خصائص ليبرتي صمويل أوجبو أن المجمع هو وول ستريت الخاصة بجنوب إفريقيا. وستشمل إعادة التطوير بناء برج مكاتب مكون من 60 طابقًا وتجارة التجزئة الجديدة ومساحات المكاتب والشقق السكنية. سوف يمتد التوسعة إلى 30000 متر مربع وسيبلغ إجمالي مساحة المجمع المؤجرة 158000 متر مربع.
- مبنى بنك الثقة [3] هو ناطحة سحاب في منطقة الأعمال المركزية في جوهانسبرغ، جنوب إفريقيا. تم بنائه عام 1970 على ارتفاع 140 أمتار. المبنى هو المقر الرئيسي السابق لبنك ترست بنك في جنوب إفريقيا، وعلى هذا النحو يضم واحدًا من أكبر خزائن البنوك في جنوب إفريقيا. تم بيع المبنى مؤخرًا في فبراير 2003 مقابل 6.4 مليون راند (640.000 دولار أمريكي)، مما قد يؤدي إلى تغيير الاسم إلى اسم المستأجر الجديد.
- 11 شارع دياغونال هو ناطحة سحاب في جوهانسبرغ، جنوب أفريقيا. تم بنائه عام 1984 إلى ارتفاع 80 أمتار. إنه مصمم ليبدو مثل الماس لأنه يعكس مناظر مختلفة لمنطقة الأعمال المركزية من كل زاوية من المبنى.